# Loudoun MacLean
Loudoun MacLean (ur. 1 lutego 1893, zm. ?) – as lotnictwa brytyjskiego Royal Flying Corps z 5 potwierdzonymi  zwycięstwami w I wojnie światowej. 

## Życiorys
Loudoun MacLean urodził się w Ealing w Londynie. Promocję podoficerska uzyskał w kwietniu 1914 roku. W momencie wybuchu I wojny światowej służył w 57 kompanii Royal Engineers, w czasie służby w Europie został odznaczony Military Cross. Od maja 1917 przeniesiony został do Royal Flying Corps.
Po przejściu szkolenia w Wielkiej Brytanii został przydzielony do dywizjonu No. 41 Squadron RAF, gdzie z czasem pełnił funkcję dowódcy jednej z eskadr. W jednostce odniósł 5 potwierdzonych zwycięstw powietrznych. Pierwsze zwycięstwo  doniósł w Douai 29 listopada 1917 roku nad niemieckim samolotem Albatros D.V. 30 listopada odniósł podwójne zwycięstwo. Piąte ostatnie 3 lutego 1918 roku. W czerwcu 1918 roku został po raz drugi odznaczony Military Cross. Jego losy powojenne nie są znane.